# Saulles
Saulles is een gemeente in het Franse departement Haute-Marne (regio Grand Est) en telt 52 inwoners (2009). De plaats maakt deel uit van het arrondissement Langres.

## Geografie
De oppervlakte van Saulles bedraagt 18,8 km², de bevolkingsdichtheid is dus 2,8 inwoners per km².
De onderstaande kaart toont de ligging van Saulles met de belangrijkste infrastructuur en aangrenzende gemeenten.

## Demografie
Onderstaande figuur toont het verloop van het inwonertal (bron: INSEE-tellingen).